# لويس رينيه باربوزا
لويس رينيه باربوزا (بالإسبانية: Luis René Barboza) هو لاعب كرة قدم بوليفي، ولد في 2 أبريل 1993. لعب مع نادي بلومينغ.

## وصلات خارجية
- لويس رينيه باربوزا على موقع قاعدة بيانات كرة القدم.إي يو (الإنجليزية)
- لويس رينيه باربوزا على موقع Soccerway.com (الإنجليزية)